# Колд (језеро)
Колд или Хладно језеро (енгл. Cold Lake) је мезотрофно језеро смештено на граници између канадских преријских провинција Алберта и Саскачеван. Са максималном дубином од 99,1 метар међу најдубљим је језерима у овом делу Канаде. Од укупно 373 км² површине језера, око 248 км² налази се на територији Алберте. Просечна дубина језера је 49,9 метара. 
Језеро је реком Мартино повезано са оближњим језером Примроз. Језеро лежи на надморској висини од 535 метара. 
У језеру живе 24 врсте риба. Дуж језера у Саскачевану је заштићено подручје Медоу Лејк, док је на супротној страни у Алберти парк Колд Лејк. На његовим обалама лежи градић Колд Лејк.